# Богдановка (Гомельская область)
Богдановка (бел. Багданаўка) — посёлок в Короватичском сельсовете Речицкого района Гомельской области Белоруссии.

## География

### Расположение
В 22 км на юго-запад от Речицы, в 72 км от Гомеля и в 9 км от железнодорожной станции Демехи.

### Гидрография
На западе мелиоративные каналы.

## Транспортная система
Транспортная связь по просёлочной, а затем по автодороге Калинковичи — Гомель.
В деревне 28 жилых домов (2004 год). Планировка — короткая меридиональная улица. Застройка деревянными домами усадебного типа.

## История
Основана в 1920-х годах на бывших помещичьих землях переселенцами с соседних деревень. В 1931 году организован колхоз. Во время Великой Отечественной войны на фронтах погибло 12 жителей посёлка. В 1959 году деревня входила в состав колхоза «Коммунар» с центром в деревне Будка.
До 31 октября 2006 года в составе Капоровского сельсовета.

## Население

### Численность
2004 год — 28 дворов, 79 жителей.

### Динамика
- 1930 год — 12 дворов, 79 жителей;
- 1959 год — 53 жителя (согласно переписи);
- 2004 год — 28 дворов, 79 жителей.